# Hagen, Osnabrück
Hagen (also Hagen am Teutoburger Wald) là một đô thị của huyện Osnabrück, bang Niedersachsen, Đức. Đô thị này có diện tích 34,49 km². Đô thị này nằm ở rừng Teutoburg, cự ly khoảng 10 km về phía tây nam của Osnabrück.